# アルバート・エッシェンモーザー
アルバート・エッシェンモーザー（Albert Eschenmoser、1925年8月5日 - 2023年7月14日）は、チューリッヒ工科大学とスクリプス研究所で研究を行ったスイスの化学者である。
レオポルト・ルジチカとともに行ったテルペンの研究やスクアレン環化によるラノステロールの合成の研究は、ステロイド生合成に関する理解を深めた。
1960年代初頭、エッシェンモーザーは、当時最も複雑な天然化合物であったシアノコバラミン（ビタミンB12）の研究を始めた。ハーバードでのロバート・バーンズ・ウッドワードとの共同研究では、ほぼ100人の学生や博士研究員が数年に渡ってこの分子の合成に取り組んだ。この研究は、1973年に論文にまとめられ、有機化学の歴史におけるランドマークとなった。
エッシェンモーザー・タナベ開裂やエッシェンモーザー塩は、彼の名前に因んでいる。

## トレオース核酸
トレオース核酸(TNA)は、エッシェンモーザーが開発した人工遺伝子ポリマーである。TNA鎖は、トリオースがホスホジエステル結合により繰り返し繋がった構造をしている。デオキシリボ核酸やリボ核酸と同様に、トレオース核酸もその核酸配列(GACT)の中に遺伝情報を保持できる。TNAは、DNA以前の初期の遺伝システムである可能性があると考えられている。

## 主な受賞等
- 1966年 - アーネスト・ガンサー賞
- 1969年 - センテナリー賞
- 1974年 - オーストリア科学・芸術勲章[4]
- 1974年 - ウェルチ化学賞
- 1976年 - アウグスト・ヴィルヘルム・フォン・ホフマン・メダル
- 1978年 - デービーメダル
- 1981年 - テトラヘドロン賞
- 1984年 - アーサー・C・コープ賞
- 1986年 - ウルフ賞化学部門
- 1991年 - コテニウス・メダル
- 1998年 - ナカニシプライズ
- 1999年 - パラケルスス賞
- 2001年 - グランドメダル
- 2002年 - オパーリンメダル
- 2003年 - ロジャー・アダムス賞
- 2004年 - F・A・コットン・メダル
- 2008年 - ベンジャミン・フランクリン・メダル
- 2008年 - パウル・カラー・ゴールドメダル

フリブール大学(1966年)、シカゴ大学(1966年)、エジンバラ大学(1979年)、ボローニャ大学(1989年)、ヨハン・ヴォルフガング・ゲーテ大学フランクフルト・アム・マイン(1990年)、ルイ・パストゥール大学(1991年)、ハーバード大学(1993年)、スクリプス研究所(2000年)、インスブルック大学(2010年)各大学から名誉博士号取得。1986年王立協会外国人会員選出。